# Port d'Oran
Le port d'Oran est un port maritime algérien, s’étendant de la commune d’Oran-Centre à la commune de Bir El Djir, dans la banlieue est d’Oran. Il est l'un des plus grands ports d'Algérie. Le port est géré par l'Entreprise Portuaire d'Oran (EPO).

## Histoire
Lié au port de Mers-el-Kébir qui date du temps des phéniciens de l'Empire de Carthage. Le port d'Oran est créé par les marins andalous vers l'an 902-903. Il connais une prospérité sous le royaume des Almohades (XIIe et XIIIe siècles). Dans cette période de l’histoire, le port d’Oran fait l’objet de rivalités entre le Royaume d'Espagne et le l'Empire ottoman, puis entre les puissances européennes au XVIIIe siècle, en l’occurrence la France et l’Angleterre. Il subit des rénovations et des extensions durant différentes périodes.
Le port sera relié à l'autoroute Est-Ouest à la suite de la réalisation d'une pénétrante s’étendant sur une longueur de 26 km, qui permettra la fluidification de la circulation, facilitera le trafic routier des poids lourds de marchandises et desservira les principaux pôles économiques de la wilaya d'Oran dont les zones industrielles de Bethioua et d'Oued Tlelat.
En mai 2018, une quantité de 701 kilogrammes de cocaïne pure est interceptée par les gardes-côtes algérien coordonnés avec la Gendarmerie nationale algérienne et les douanes du port d'Oran.

## Administration
Le port d'Oran est géré par l'Entreprise Portuaire d'Oran (EPO), une entreprise publique algérienne, filiale de la Société publique des services portuaires (Serport).

## Galerie

Le port d'Oran à travers les âges
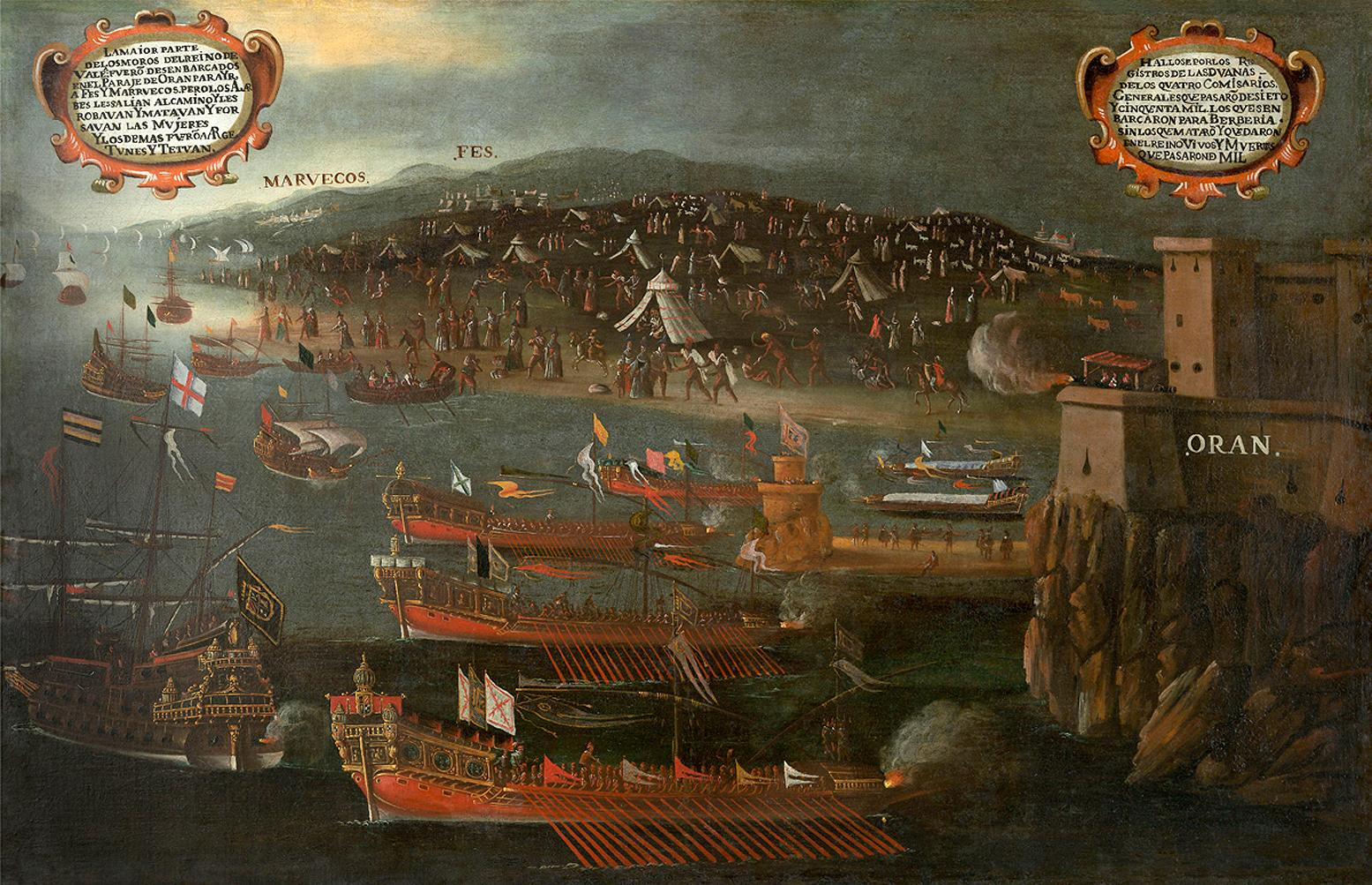
Débarquement des Morisques au port d'Oran (1613, Vicente Mestre).
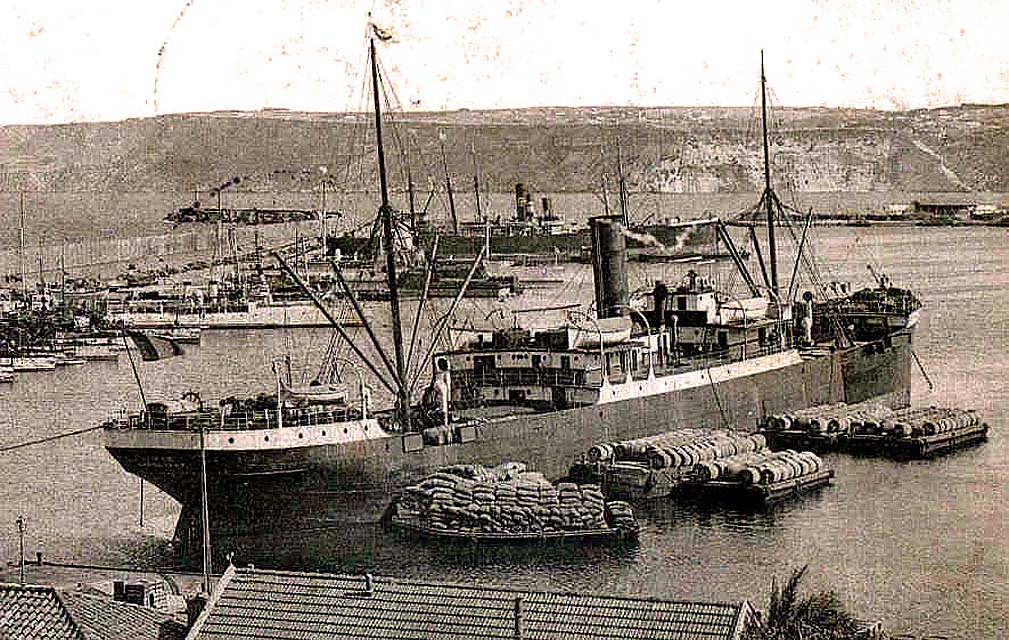
Le Port d'Oran, photo prise en 1898.
Le Port d'Oran, photo prise en 1932.